# Institut Métapsychique International
O Institut Métapsychique International (IMI) é uma sociedade de estudos metapsíquicos localizada na França.

## História
Foi fundada em Paris, em 1918, pelo industrial francês Jean Meyer, adepto das ideias espíritas de Allan Kardec. Foi seu primeiro diretor o Dr. Gustave Geley, reconhecido como espiritualista e autor de diversos trabalhos sobre o assunto, destacando-se a obra "De L'Inconscient au Conscient".
O primeiro comité foi integrado por nomes ilustres como os de Charles Richet, Santoliquido, o conde de Gramont, Calmette, Camille Flammarion, Jules Roche (ex-Ministro de Estado) e Treissier. Entre os seus associados figuravam os nomes de sir Oliver Lodge, Ernesto Bozzano e o prof. Leclainché, inspector-geral dos Serviços Sanitários.
O Institut teve a sua fase áurea na primeira metade do século XX. Com o advento da Segunda Guerra Mundial viu-se face a uma profunda crise financeira. Em nossos dias continua a operar em Paris.